# 岡山県道155号鴨方矢掛線
岡山県道155号鴨方矢掛線（おかやまけんどう155ごう かもがたやかげせん）は、岡山県浅口市から小田郡矢掛町に至る一般県道である。

## 概要
浅口市鴨方町益坂から小田郡矢掛町本堀に至る。通行不能区間を有する路線である。

### 路線データ
- 起点：岡山県浅口市鴨方町益坂（岡山県道60号倉敷笠岡線交点）
- 終点：岡山県小田郡矢掛町本堀（国道486号交点、岡山県営広域営農団地農道備中西部地区上）
- 実延長：10.5 km[注釈 1][1]
- 通行不能区間：浅口市鴨方町小坂東 - 小田郡矢掛町浅海

## 歴史
- 1982年（昭和57年）
  - 4月1日 - 建設省（当時）告示第935号により主要地方道鴨方矢掛線に認定。前身は岡山県道287号本堀鴨方線の全線と岡山県道155号矢掛鴨方線の一部。
  - 9月24日 - 岡山県告示第848号により岡山県道64号鴨方矢掛線に認定。
- 1988年（昭和63年）3月1日 - 山陽自動車道倉敷JCT - 福山東IC開通により鴨方ICと接続。
- 1993年（平成5年）5月11日 - 建設省から、県道鴨方矢掛線の一部を矢掛寄島線として主要地方道に指定される[2]。
- 1994年（平成6年）4月1日 - 岡山県告示第255号により現行の県道番号に変更され、浅口郡鴨方町地頭上（当時）の鴨方IC西交差点以南の経路が変更。
- 2006年（平成18年）3月21日 - 浅口郡のうちの鴨方町・金光町・寄島町の3町が対等合併し、浅口市が発足。

## 路線状況
通行不能区間については、付近に迂回路となる林道があるため、今のところ解消に向けた動きはない。

### 通称
- 備南街道（浅口市鴨方町本庄）
- 星の里街道（小田郡矢掛町浅海 - 本堀）

### 重複区間
- 岡山県道64号矢掛寄島線（浅口市鴨方町地頭上・鴨方IC西交差点 - 浅口市鴨方町地頭上・本庄橋交差点）
- 岡山県営広域営農団地農道備南地区（浅口市鴨方町地頭上・本庄橋交差点 - 浅口市鴨方町本庄・大黒橋交差点）
- 岡山県営広域営農団地農道備中西部地区（小田郡矢掛町浅海 - 小田郡矢掛町本堀（終点））

### 道路施設

#### 橋梁
- くれまち橋（益坂川、浅口市）
- 本庄橋（鴨方川、浅口市）
- 中央橋（小田郡矢掛町）

延長127 m 、幅員6.5 m 、小田川に架橋。

### 並行する旧街道
- 阿部山越の道

旧鴨方往来の鴨方陣屋町（浅口市鴨方町鴨方）と旧山陽道の堀越宿（小田郡矢掛町小田）を結んでいた。

## 地理

### 通過する自治体
- 岡山県
  - 浅口市 - 小田郡矢掛町

### 交差する道路
| 交差する道路                                                                                         | 市町村名 | 市町村名 | 交差する場所 | 交差する場所   |
| --- | -------- | -------- | ------------ | -------------- |
| 岡山県道60号倉敷笠岡線                                                                               | 浅口市   | 浅口市   | 鴨方町益坂   | 起点           |
| E2 山陽自動車道                                                                                      | 浅口市   | 浅口市   | 鴨方町地頭上 | 19 鴨方IC      |
| 岡山県道64号矢掛寄島線 重複区間起点                                                                  | 浅口市   | 浅口市   | 鴨方町地頭上 | 鴨方IC西交差点 |
| 岡山県道64号矢掛寄島線 重複区間終点 岡山県営広域営農団地農道備南地区 / 広域農道備南街道 重複区間起点 | 浅口市   | 浅口市   | 鴨方町地頭上 | 本庄橋交差点   |
| 岡山県営広域営農団地農道備南地区 / 広域農道備南街道 重複区間終点                                     | 浅口市   | 浅口市   | 鴨方町本庄   | 大黒橋交差点   |
| 岡山県道286号里庄地頭上線                                                                            | 浅口市   | 浅口市   | 鴨方町小坂東 | 杉谷交差点     |
| 通行不能区間                                                                                         |          |          |              |                |
| 岡山県営広域営農団地農道備中西部地区 / 広域農道星の里街道 重複区間起点                               | 小田郡   | 矢掛町   | 浅海         |                |
| 国道486号 岡山県営広域営農団地農道備中西部地区 / 広域農道星の里街道 重複区間終点                     | 小田郡   | 矢掛町   | 本堀         | 終点           |

### 交差する鉄道
- 山陽新幹線

### 沿線
公共施設
- 浅口市立鴨方東小学校（浅口市鴨方町地頭上）
- 矢掛町立中川小学校 （小田郡矢掛町本堀）

大規模事業所
- ローム・ロジステック（浅口市鴨方町益坂）
- スズキ麺工（浅口市鴨方町本庄）
- かも川手延素麺（浅口市鴨方町小坂東）

名所・旧跡
- 滑石の石文（浅口市鴨方町小坂東）
- 安倍晴明ゆかりの地
  - 安倍神社（阿部神社）（浅口市鴨方町小坂東）
  - 安倍晴明屋敷跡（浅口市鴨方町小坂東）
  - 阿部山（浅口市鴨方町小坂東、小田郡矢掛町浅海、笠岡市尾坂）